# 김복희 (배우)
김복희(金福姬, 1935년 1월 5일 ~ )는 대한민국의 성우를 지낸 전력이 있는 여성 원로 배우이다.

## 생애

### 이력
1953년 연극배우로 첫 데뷔를 하였고 그로부터 2년 후 1955년 CBS 기독교방송 공채 1기 성우로 정식 데뷔하였다.
연극배우로 연극에서 주연, 조연, 단역을 두루 배역한 그녀는 한국연극협회 소속 회원이기도 하며 현재는 미국 조지아주 애틀랜타에 거주하고 있다.

### 학력
- 수도여자고등학교 졸업
- 서라벌예술학교 연극영화학과 전문학사

### 주요 경력
- 1953년 연극 《춘향전》으로 연극배우 첫 데뷔.
- 1954년 연극 《배비장》에 출연.
- 1955년 CBS 기독교방송 공채 1기 성우.
- 1957년 HCKZ TV 공채 1기 탤런트.
- 1959년 연극 《유령》으로 정식 연극배우 데뷔.
- 1983년 영화 《스무해 첫째날》의 조연으로 영화배우 데뷔.

## 출연작

### 연극
- 1954년 《춘향전》 ... 난옥(蘭玉, 기녀 우두머리) 역(단역)
- 1959년 《유령》 ... 김능안 역(주연)
- 1986년 《대원군》[1] ... 신정황후 풍양 조씨 역(조연)
- 1987년 《금삼지혈》 ... 정희왕후 파평 윤씨 역(단역)
- 1993년 《이괄과 흥안군》 ... 정원대원군 원종비 부부인 능성 구씨 역(조연)
- 1994년 《세종대왕》 ... 정대비 의화궁주 덕월 선사 죽주 안씨 역(단역)

### 영화
- 1984년 《스무해 첫째날》
- 1984년 《이방인》
- 1985년 《길소뜸》
- 1987년 《아다다》 ... 학실(아다다)의 친정어머니 역
- 1989년 《아제 아제 바라아제》
- 1990년 《홀로 서는 그날에》
- 1992년 《김의 전쟁》 ... 희로의 어머니 박득숙 역
- 1996년 《나에게 오라》
- 1997년 《내안에 우는 바람》

### 드라마
- 1985년 MBC 《전원일기》 - 창수 모 역
- 1987년 MBC 《인생화보》
- 1989년 MBC 《한지붕세가족》-파출부 이천댁역
- 1990년 MBC 《내 친구 천사》
- 1991년 KBS 《TV 손자병법》
- 1994년 SBS 《작별》
- 1999년 KBS 《부부클리닉 사랑과 전쟁》
- 1999년 SBS 《청춘의 덫》 - 동우 어머니 역
- 2000년 MBC 《베스트극장》
- 2000년 MBC 《온달 왕자들》 - 천안댁 역
- 2000년 MBC 《황금시대》
- 2001년 MBC 《길모퉁이》 - 치매 노파 역
- 2001년 MBC 《결혼의 법칙》
- 2001년 MBC 《그 여자네 집》 ... 김동준 회장, 김동숙 여사, 김대웅 선생 3남매의 어머니 역
- 2001년 SBS 《화려한 시절》
- 2001년 MBC 《보고싶은 얼굴》
- 2002년 MBC 《여우와 솜사탕》 ... 오규태 사장의 어머니 역
- 2002년 SBS 《유리구두》 ... 길여옥 역
- 2002년 MBC 《내 이름은 공주》 ... 한법규 교수의 고모 한춘선 역
- 2002년 MBC 《사랑을 예약하세요》
- 2003년 KBS 《장희빈》 ... 서포 김만중 선생의 어머니 해평 윤씨 부인 역

### 시트콤
- 1997년 MBC 《남자 셋 여자 셋》 ... (카메오 단역)
- 1998년 MBC 《여자 대 여자》 ... (카메오 단역)
- 2000년 MBC 《세 친구》 ... 정신과 전문의 안문숙 부원장의 5촌 외종숙모(五寸 外從叔母) 김복희 여사 역(카메오 단역)
- 2002년 MBC 《연인들》 ... 한의사 김국진 수석부원장이 임기응변(臨機應變)으로 다스려 드린 요절복통 치매 노파 김복희 여사 역(카메오 단역)